# Сезон «Атлетік» (Більбао) 1899
| «Атлетік» (Більбао) у сезоні 1899 | «Атлетік» (Більбао) у сезоні 1899 |
| --------------------------------- | --------------------------------- |
| Ліга                              |                                   |
| Місце в лізі                      |                                   |
| Раунд у Кубку                     |                                   |
| Старший тренер                    | Хуан Асторкія Ландабазо           |
| Тренери                           | Альфред Едвард Міллс              |
| Начальник команди                 |                                   |
| Стадіон                           | Ламіако;                          |
| Капітан                           | Хуан Асторкія Ландабазо           |
| Найкращий бомбардир у лізі        | Альфред Едвард Міллс              |
| Найбільше матчів у лізі           |                                   |

Сезон «Атлетік» (Більбао) 1899 — другий аматорський сезон в історії клубу «Атлетік» (Більбао). Об'єднання аматорів футболу з числа басків-спортовців, приєднання до них гімназистів з гімназії Самакоїса, становлення першої аматорської чисто баскської команди, назва «Athletic Club».

## Становлення аматорської команди
1899 рік для колективу Хуана Асторкії Ландабазо. став повноцінним тренувально-ігровим сезоном.
До команди продовжували долучатися нові виконавці, із числа студентів гімназії. Відтак почав формуватися додатковий молодіжний склад. Колектив розрісся до числа 20 гравців і вже  можна було проводити повноцінні тренування спаринги, не очікуючи на добру волю конкурентів (з клубу Кастеляноса та недільних матчів із англійськими мігрантами).

## Сезон
В ті часи, футбольний сезон тривав на англійський манер - з жовтня по травень (майже календарний поточний рік) розпочинався наприкінці осені із різдвяними вакаціями та активними іграми весною, потім була тривала літня пауза. Гравці збиралися не на постійні основі (тож і вважається рівнем аматорів). Ігри та тренування відбувалися на малопристосованих майданчиках чи іподромах, найчастіше на майданчику, що поруч гімназії, який носив назву Камп-де-Сант-Євгенія (Campa de Santa Eugenia).
Докладної інформації щодо кількості та результатів матчів баскської команди в 1899 році обмаль. Дослідники баскського футболу відзначають тільки наявність товариських ігор на стадіоні Ламіако, в передмісті Більбао із їхніми конкурентами - командою Кастеланоса «Більбао ФК» (Bilbao F.C).